# Río Seco y Montaña 3.ª Sección (Ampliación)
Río Seco y Montaña 3.ª Sección (Ampliación) es una localidad del municipio de Huimanguillo ubicado en la subregión de la Chontalpa del estado mexicano de Tabasco.

## Geografía
La localidad de Río Seco y Montaña 3.ª Sección (Ampliación) se sitúa en las coordenadas geográficas 17°53′31″N 93°22′06″O / 17.891944, -93.368333, a una elevación de 23 metros sobre el nivel del mar.

## Demografía
Según el Conteo de Población y Vivienda 2020, efectuado por el Instituto Nacional de Estadística y Geografía, la localidad de Río Seco y Montaña 3.ª Sección (Ampliación) tiene 244 habitantes, de los cuales 113 son del sexo masculino y 131 del sexo femenino. Su tasa de fecundidad es de 2.73 hijos por mujer y tiene 63 viviendas particulares habitadas.
| Gráfica de evolución demográfica de Río Seco y Montaña 3.ª Sección (Ampliación) entre 1995 y 2020 |
|                                                                                                   |
| INEGI.                                                                                            |